# Gian Giordano Orsini
Gian Giordano Orsini, IX conte di Tagliacozzo e IV signore di Bracciano (Bracciano, 1460 circa – Vicovaro, 11 ottobre 1517), è stato un nobile e condottiero italiano.

## Biografia
Era figlio di Gentile Virginio Orsini, signore di Bracciano, e di Isabella Orsini.
Nel 1482 si trovava al servizio di papa Sisto IV e, al fianco di Roberto Malatesta, partecipò alla battaglia di Campomorto contro il duca di Calabria Alfonso II di Napoli. Nel 1495, con le truppe di Carlo VIII di Francia, partecipò alla guerra di Napoli e fu fatto prigioniero e liberato solo due anni dopo. La famiglia Orsini, proprietaria di altri feudi e con un potere che andava dal Tirreno all'Adriatico, nel 1497 fu privata dal papa del feudo di Tagliacozzo, assegnato alla famiglia Colonna ed elevato a ducato.
Nel 1498 presso Tivoli rimase coinvolto in un agguato perpetrato dalla famiglia Colonna. Protetto dal re di Francia Luigi XII, in Francia trascorse parte della sua vita. Con l'ascesa al trono pontificio di papa Giulio II, Gian Giordano nel 1511 accettò la pace con la famiglia avversa dei Colonna. Nel 1513 intervenne all'incoronazione di papa Leone X.
Morì improvvisamente a Vicovaro nel 1517.

## Discendenza
Gian Giordano sposò in prime nozze il 18 gennaio 1486 Maria Cecilia d'Aragona-Napoli (figlia naturale del re Ferdinando I di Napoli da Eulalia Ravignani, morta prima del 1506), dalla quale ebbe:
- Francesca, sposò in prime nozze Antonio de Cardona marchese della Padula, e nel 1516 in seconde nozze con il condottiero Lorenzo dell’Anguillara[6]
- Napoleone (1500[7] - 17 febbraio 1534), abate di Farfa e di S. Salvatore di Scandriglia dal 1512, rinunciò poi alla carriera ecclesiastica, non accettando di essere scavalcato nella successione dal fratellastro Girolamo, da cui fu ucciso[6]. Sposò Claudia, figlia di Giulio Colonna, signore di Montefortino, e di Maria Conti, da cui ebbe discendenza estinta nel 1665[6]
- Carlotta, sposò il 28 ottobre 1519 Giantommaso Pico della Mirandola, da cui ebbe Girolamo, Virginio, Giovanni Antonio e Maddalena.[4]

Sposò il 24 maggio 1506 in seconde nozze Felice Della Rovere (figlia naturale del papa Giulio II), dalla quale ebbe:
- Giulia (1507 - 1537), sposò nel 1521 Pietro Antonio Sanseverino ed ebbe due figlie, Eleonora "Dianora", poetessa e moglie di Ferdinando de Alarcón y Mendoza, e Felicia, che sposò Antonio Orsini, V Duca di Gravina .[4][8]
- Giulio (agosto 1508 - 1508).[8]
- Francesco (17 maggio 1512 - aprile 1560), signore di Vicovaro, abate di Farfa dal 1530 e vescovo di Tricarico dal 19 marzo 1539, è spogliato delle cariche a favore del nipote Paolo Giordano da papa Paolo III il 7 marzo 1543. Si vede restituire Vicovaro l'8 luglio 1558. Sposò in articulo mortis la concubina Faustina de Bilizone, da cui ebbe discendenza che godette dell'usufrutto di Vicovaro fino all'estinzione, nel 1607.[4][8]
- Girolamo (7 luglio 1513 - 3 novembre 1540), suo successore come signore di Bracciano, dal 1517 al 1545. Il 22 maggio 1534 si vide confiscare i beni e condannare a morte da papa Clemente VII per l'omicidio del fratellastro, ma fu perdonato e riabilitato da papa Paolo III l'anno successivo. Morì per le conseguenze delle ferite riportate in un agguato. Sposò (capitoli matrimoniali del 14 ottobre 1537) Francesca Sforza di Santa Fiora (c. 1522 - 1548), figlia di Bosio II Sforza e Costanza Farnese, figlia naturale di papa Paolo III, da cui ebbe:
  - Felicia (febbraio 1540[6] - 25 luglio 1596), sposò Marcantonio II Colonna, da cui ebbe sette figli;
  - Paolo Giordano I Orsini (postumo, 1º gennaio 1541 - 13 novembre 1585), I duca di Bracciano; sposò in prime nozze Isabella de' Medici, da cui ebbe due figli, e in seconde nozze Vittoria Accoramboni[4][8].
- Clarice (1514 - ante 1562), sposò nel febbraio 1534[6] Luigi Carafa della Stadera, II principe di Stigliano, ed ebbe un figlio, Antonio.[4][8]